# Srocze Łozy
Srocze Łozy (ukr. Сорочі Лози, Soroczi Łozy) – wieś na Ukrainie, w obwodzie lwowskim, w rejonie lwowskim (wcześniej w rejonie żółkiewskim).
Pod koniec XIX w. część wsi Dziewięcierz w powiecie rawskim.
W II RP osada w gminie Potylicz w województwie lwowskim.